# Pachnobia daisetsuzana
Pachnobia daisetsuzana är en fjärilsart som beskrevs av Matsumura 1927. Pachnobia daisetsuzana ingår i släktet Pachnobia och familjen nattflyn. Inga underarter finns listade i Catalogue of Life.